# Đấu Ban
Đấu Ban (chữ Hán: 鬬班), họ Mị (tức Hùng), thị tộc Đấu, vương thân nước Sở đời Xuân Thu trong lịch sử Trung Quốc.

## Thân thế
Có thuyết nói ông là con của Đấu Liêm , có thuyết là Đấu Cường (con của Sở Nhược Ngao) , có thuyết là Đấu Cốc Ư Đồ .
Đấu Ban được phong ở đất Thân, nên được gọi là Thân công. Con là tư mã Đấu Nghi Thân.

## Sự nghiệp
Mùa thu năm 666 TCN thời Sở Thành vương, lệnh doãn Tử Nguyên đưa 600 cỗ chiến xa tấn công nước Trịnh, tiến vào cửa Kết Trật. Tử Nguyên, Đấu Ngự Cường, Đấu Ngô nối nhau mà đi làm tiền quân; Đấu Ban, Vương Tôn Du, Vương Tôn Hỷ ở mặt sau. Đội xe theo đường lớn tiến đến, nước Trịnh vẫn mở cửa thành cho mọi người đi lại như thường. Tử Nguyên nói: "Nước Trịnh có nhân tài." Nhân các chư hầu đến cứu nước Trịnh, quân Sở trong đêm bỏ chạy .
Năm 664 TCN, Tử Nguyên ngủ lại vương cung, ý đồ dụ dỗ phu nhân Tức Quy của Sở Văn vương, Xạ sư Đấu Liêm can ngăn, bị giam lại. Mùa thu năm ấy, Đấu Ban phát động chánh biến, giết Tử Nguyên, Đấu Cốc Ư Đồ thay làm lệnh doãn .